# Robert Knepper
Robert Lyle Knepper (ur. 8 lipca 1959 we Fremont) – amerykański aktor telewizyjny, teatralny i filmowy. Wystąpił w roli Theodore’a „T-Baga” Bagwella w serialu Fox Skazany na śmierć (Prison Break, 2005-2009).

## Życiorys
Urodził się Fremont w Ohio jako syn Pat Deck i Donalda Kneppera, weterynarza. Od wczesnych lat interesował się aktorstwem, odkąd widział, jak jego matka pracowała w dziale rekwizytów w lokalnym teatrze. Wychowywał się w Maumee niedaleko Toledo. W wieku dziewięciu lat dołączył do letniego teatru dla dzieci. Wiele młodzieńczych lat spędził w teatrze i przy produkcjach szkolnych. Po ukończeniu szkoły średniej w Maumee w 1977, rozpoczął studia teatralne na Uniwersytecie Northwestern. Podczas studiów otrzymał kilka profesjonalnych ról w Chicago. Pod koniec studiów Knepper przerwał naukę i wyjechał do Nowego Jorku, gdzie kontynuował pracę w teatrze.
Rozpoczął karierę telewizyjną w roli Howarda w jednym z odcinków serialu CBS / Showtime The Paper Chase (1986) w reżyserii Jamesa Bridgesa z Johnem Housemanem. Wkrótce zadebiutował na kinowym ekranie w komediodramacie Blake’a Edwardsa Takie jest życie (That’s Life!, 1986) u boku Jacka Lemmona i Julie Andrews.
Pojawił się także na ekranie w filmach: Wszyscy mówią: kocham cię (ang. Everyone Says I Love You, w reżyserii Woody Allena), Zmarły w chwili przybycia (ang. D.O.A.), Renegaci (ang. Renegades), Młode strzelby II (ang. Young Guns II), Gatunek III (ang. Species III), Gas, Food, Lodging, Osaczony (ang. Hostage), Good Night and Good Luck, Dzień, w którym zatrzymała się ziemia (ang. Day the Earth Stood Still), Hitman oraz Transporter 3.
Knepper ma na swoim koncie także wiele gościnnych wystąpień w serialach telewizyjnych: Prawo i porządek, Prawo i porządek: Zbrodniczy Zamiar (ang. Law & Order: Criminal Intent), Nikita (ang. La Femme Nikita), New York Undercover, Star Trek: Voyager, Ostry dyżur (ang. ER), Prawnicy z Miasta Aniołów (ang. L.A. Law), Portret zabójcy (ang. Profiler), South Beach, Murder, She Wrote, CSI: Miami, The West Wing,” Chicago Fire „ oraz w serialu Carnivale. Grał także postać Samuela Sullivana w sezonie serialu telewizyjnego "Herosi" ("Heroes") oraz pojawił się w 6 serii Zabójcze umysły (Criminal Minds).
Wystąpił w serialu Skazany na śmierć (ang. Prison Break), emitowanym w latach 2005–2009 i od 2017 w telewizji Fox.
Mieszka z żoną i synem w Los Angeles.